# Maria Kirkor
Maria Celina Celestyna z Boczkowskich primo voto Korewina (Korejwa, Korewo) secundo voto Kirkor (Kirkorowa) (ur. 1840, zm. 6 marca 1931 w Warszawie) – uczestniczka powstania styczniowego.

## Życiorys
Przyszła na świat jako druga córka lekarza medycyny Józefa Boczkowskiego i jego żony Michaliny Pereświat-Sołtan, którzy byli właścicielami majątków nad jeziorem Narocz. Miała liczne rodzeństwo. W 1856 wydano ją za mąż za ziemianina, rosyjskiego oficera Antoniego Korewę, z którym rozstała się około roku 1860. Po separacji unieważniono małżeństwo z powodu przymusu, jakiego Maria Boczkowska doświadczyła ze strony rodziny. Kościół nakazał kobiecie kilkumiesięczny pobyt w klasztorze. W 1866 wyszła za mąż za Adama Honorego Kirkora.
Prawdopodobnie Maria uczyła się w domu. Miała szerokie zainteresowania społeczne, historyczne i naukowe. Publikowała w „Kurierze Wileńskim” pod pseudonimem Galwia, który zaczerpnęła od jeziora Galwe na Litwie. Pisała m.in. o kontraście między zabawami karnawałowymi a nędzą ubogich, alkoholizmie, moralnym wychowaniu włościan.
Przebywała w Petersburgu z przerwami od 1867 do lat 80. XIX wieku. Brała udział w życiu towarzyskim i kulturalnym miasta. Należała do koła dam. Prowadziła salon, w którym przyjmowała Polaków i Polki przebywających w Rosji.
W 1881, po śmierci młodszej siostry Zofii, została wyznaczona na opiekunkę jej dzieci: Heleny, Michała i Dymitra. Wróciła do Wilna, a potem wyjechała do Warszawy. W 1894 Kirkorowa została, wraz z siostrzeńcami, aresztowana za działalność niepodległościową i zesłana na Syberię. Przebywała w Samarze. Po jakimś czasie wróciła do kraju. Przebywając w Wilnie, Petersburgu, Warszawie, Londynie i we Francji, gromadziła ryciny i rysunki, tworząc pamiątkowe albumy.
W 1908 mieszkała w Nowym Sączu.
W spisach weteranek i weteranów powstania styczniowego była określana jako Celina Kirkorowa. W 1930 została odznaczona Krzyżem Niepodległości. Znalazła się w grupie weteranów Powstania Narodowego 1863 r., a wyróżnienie przyznano za pracę w dziele odzyskania Niepodległości.
Pochowano ją na Cmentarzu Wojskowym na Powązkach.